# Plastic Surgery Disasters
Plastic Surgery Disasters – trzeci album zespołu Dead Kennedys wydany w listopadzie 1982 roku przez wytwórnię Alternative Tentacles.

## Lista utworów
1. Government Flu
2. Terminal Preppie
3. Trust Your Mechanic
4. Well Paid Scientist
5. Buzzbomb
6. Forest Fire
7. Halloween
8. Winnebago Warrior
9. Riot
10. Bleed for Me
11. I Am the Owl
12. Dead End
13. Moon Over Marin

## Muzycy
- Jello Biafra – wokal
- East Bay Ray – gitara, producent
- Klaus Flouride – gitara basowa, wokale, trąbka
- D.H. Peligro – perkusja
- Dave Barrett – saksofon
- Bruce Askley – saksofon
- Ninotchka – wokale
- Melissa Webber – wokale
- Geza X – wokale
- Mark Wallner – wokale
- John Cuniberti – wokale
- Thom Wilson – producent
- Norm – miksowanie
- Oliver Dicicco – inżynier